# Сакс, Адольф
Адольф (Антуан Жозеф) Сакс (фр. Antoine-Joseph (Adolphe) Sax; 6 ноября 1814, Динан, Бельгия — 4 февраля 1894, Париж) — бельгийский педагог, конструктор-изобретатель музыкальных инструментов — саксофона, саксгорнов и некоторых других.

## Биография
Отец Адольфа, Шарль Жозеф Сакс, был известным мастером духовых инструментов, самоучкой. Изготовлявшиеся им кларнеты и фаготы были столь высокого качества, что в 1820 году его назначили придворным музыкальным мастером, и с тех пор он получил немало почётных дипломов и медалей, более десятка авторских свидетельств. Музыкальные способности и интерес к конструированию передались детям мастера, и более всего старшему из одиннадцати детей — Адольфу (Антуану Жозефу).
В 1836 году из Бельгии Сакс эмигрирует во Францию. У него много последователей и не меньше врагов. В 1842 году Адольф Сакс открыл в Париже фабрику духовых инструментов, где он и получил широкую известность как изобретатель и проектировщик.
Адольф Сакс усовершенствовал многие духовые инструменты. Создал целую группу инструментов для военных духовых оркестров «саксгорны».
Мировую известность принесло изобретение саксофона. Адольф Сакс взял кларнет, заменил дерево металлом, приспособил более удобный мундштук и изменил сечение, сделав инструмент расширяющимся книзу, снабдив новый инструмент более прогрессивной гобойной и флейтовой аппликатурой. Во Франции 21 марта 1846 года он подал заявку на патент на «систему духовых инструментов, называемых саксофонами». Патент получен 22 июня 1846 года (в некоторых источниках, 20 или 28 июня).
За пять месяцев до получения патента Сакс проиграл в суде дело — его обвинили в «мошенничестве и фальсификации». Сохранилось решение суда, в котором говорится, что «музыкальный инструмент под названием саксофон не существует и не может существовать».
Ведущие композиторы Франции восторженно отозвались о новом инструменте. С 1857 г. Адольф Сакс вёл класс саксофона в Парижской консерватории и издал пособия по школе игры на всех изобретённых им инструментах.
Однако вскоре Сакс стал жертвой недобросовестной конкуренции. Другие мастера музыкальных инструментов неоднократно подавали на него в суд, обвиняя в плагиате. В итоге судебные расходы разорили Сакса, его фирма по производству музыкальных инструментов обанкротилась, а многолетние тяжбы подорвали его здоровье.
Прожив долгую жизнь, Сакс не дожил до джаза и умер в бедности. Он был похоронен на кладбище Монмартра.

## Память
Адольф Сакс был изображён на банкноте в 200 франков, находившейся в обращении до введения в Бельгии евро. На обратной стороне этой банкноты были изображены силуэты саксофонистов и силуэт собора и цитадели Динана (родного города Сакса).
Изображён на бельгийской почтовой марке 1973 года.
В память 200-летия со дня рождения Адольфа Сакса в Бельгии была выпущена золотая монета 50 евро тиражом 1000 экземпляров.

## Иллюстрации

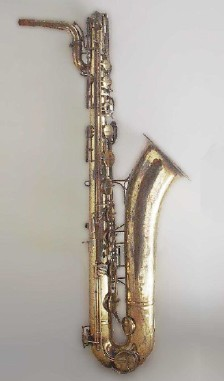
Баритон-саксофон
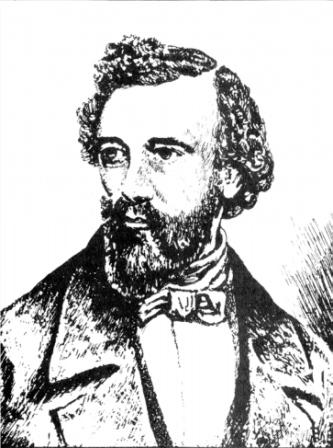
Адольф Сакс